# Lili Pancu
Lili Pancu (nume la naștere: Constanța Virginia Pancu; n. 13 septembrie 1908, Măicănești, România – d. 29 aprilie 2006, București, România) a fost o pictoriță română din secolul al XX-lea.

## Biografie
Lili Pancu s-a născut pe 13 septembrie 1908 în localitatea Măicănești, astăzi în județul Vrancea. Tatăl îi era jurist iar mama sa era fiica bancherului George Niculescu din Târgoviște. La scurt timp, familia se mută în Nucet, județul Dâmbovița, unde tatăl ei este numit judecător. 
În 1918, Lili este înscrisă la Institutul Catolic „Santa Maria” din București, unde va studia timp de opt ani. A studiat la Școala de Belle Arte din București avându-i profesori pe Cecilia Cuțescu-Storck, Ipolit Strâmbu și Jean Steriadi. La vârsta de 22 de ani a primit premiul „Anastase Simu” și premiul orașului București. În iulie 1933, primește diploma de absolvire a Academiei de Arte Frumoase.
În 1936 se căsătorește cu Marius Georgescu, inginer la Malaxa, își deschide primul atelier, petrece vara în cercul boem al artiștilor de la Balcic, iar în noiembrie are prima expoziție personală la sala Mozart de pe strada Sărindar. Călătorește la Paris în 1937 și 1938 și rămâne fidelă Balcicului, ca destinație de creație.
În 1947, conducerea comunistă îi interzice participarea la expoziții oficiale. În 1955 este reprimită în circuitul artistic, fiind „transferată” la secția de arte decorative a Uniunii Artiștilor Plastici. Are o primă expoziție de pictură și desen în noiembrie – decembrie 1957, la Galeriile de Artă ale Fondului Plastic de pe bulevardul Magheru.
În 1970 i se permite să călătorească în străinătate, în țările cu regim comunist. Călătorește în Uniunea Sovietică, inclusiv țările Asiei Centrale și în Republica Democrată Germania. În primăvara anului următor pleacă, împreună cu soțul sau, într-o croazieră pe Mediterana și apoi în Polonia. În 1976 călătorește în Franța.
În 1978 are o ultimă expoziție la Galeria Simeza. În anii 1980 călătorește în țări occidentale. Continuă să deseneze și să picteze până la sfârșitul vieții. Moare în apartamentul său din București la 29 aprilie 2006.